# Nemile
Nemile (en allemand : Neumühle) est une commune du district de Šumperk, dans la région d'Olomouc, en République tchèque. Sa population s'élevait à 672 habitants en 2023.

## Géographie
Nemile se trouve à 2 km au sud-ouest du centre de Zábřeh, à 15 km au sud-ouest de Šumperk, à 43 km au nord-ouest d'Olomouc, à 102 km à l'ouest d'Ostrava et à 174 km à l'est-sud-est de Prague.
La commune est limitée par Zábřeh au nord et au nord-ouest, par Jestřebí à l'est, par Dolní Bušínov, un quartier exclavé de Zábřeh, au sud, par Hynčina, Hněvkov, autre quartier exclavé de Zábřeh, et Kosov à l'ouest.

## Histoire
La première mention écrite de la localité date de 1374.

## Transports
Par la route, Nemile se trouve à 3 km de Zábřeh, à 17 km de Šumperk, à 49 km d'Olomouc et à 219 km de Prague.